# Прошкова (гміна Волув)
Прошкова (пол. Proszkowa) — село в Польщі, у гміні Волув Воловського повіту Нижньосілезького воєводства.
Населення — 117 осіб (2011).
У 1975—1998 роках село належало до Вроцлавського воєводства.

## Демографія
Демографічна структура станом на 31 березня 2011 року:
|          | Загалом | Допрацездатний вік | Працездатний вік | Постпрацездатний вік |
| -------- | ------- | ------------------ | ---------------- | -------------------- |
| Чоловіки | 67      | 15                 | 45               | 7                    |
| Жінки    | 50      | 8                  | 33               | 9                    |
| Разом    | 117     | 23                 | 78               | 16                   |